# 日産・R381
日産・R381（にっさん・アールさんはちいち）は、日産自動車が1968年の日本グランプリ用に開発した二座席レーシングカーである。当時の国際自動車連盟（FIA）規定でグループ7にあたる。

## 概要
1967年の第4回日本グランプリで敗れた日産ワークスは、R380の次のステップとして大排気量のビッグマシン投入を考えた。そこで開発されたのがR381である。
1・2号車はプロトタイプ・スポーツカーとして製作されたが、1968年の日本GPから参加が認められることとなったより競争力が高い二座席レーシングカーへ改造を行った（3号車は着手から二座席レーシングカーで製作された）。クーペであったボディカウルはウィンドシールドを低く切り詰めたロードスターとされ、スペアタイヤとラゲッジのあったリアエンドを短くカット。車体重量が軽減され、クーペでは不安のあった直進安定性も向上した。
鋼管スペースフレームシャーシは大排気量化に見合うよう太いメインパイプを使用し、アルミハニカムパネルを接着して剛性を強化した。サスペンションはワイドトレッドタイヤの装着に合わせて、強度やジオメトリーを設定した。
エンジンは日産初のビッグエンジン、5リッターV型12気筒 のGRX-1型を搭載する予定だった。しかし、日本GPまでには開発が間に合わないため、Can-Amシリーズで普及していたシボレー製5.5リッターV型8気筒を代用することになり、輸入ブローカーのドン・ニコルズ退役陸軍少佐を通じてムーン社にチューニングを依頼した。出力450馬力以上、最大トルク54.5kgmという加速力が武器となったが、テスト走行では油圧低下などのトラブルが続出し「ガラスのエンジン」と呼ばれた。日産チームは潤滑系をドライサンプに変更する大改造を行うことになった。
R381の最大の特徴は、開発責任者の桜井眞一郎が考案したエアロスタビライザーと呼ばれる高層型可変リアウィングである。アメリカのシャパラルが先鞭をつけたものだが、日産の場合はリアウィングを中央から左右に分割して別個に動かすことで、左右リアタイヤの接地バランスの補正も意図した。リアサスペンションにロール検知用のシリンダーを備え、コーナリング中車体がアウト側にロールするとイン側の油圧式シリンダーが作動し、イン側のウイングが立って荷重が懸かるという仕組みだった。また、ブレーキング時には左右両方のウィングが立ち、エアブレーキとしても機能した。コーナーでウィングが羽ばたくように動く様から、R381は「怪鳥」の異名をとることとなった。

## レースでの成績
1968年5月開催の'68日本GPには、高橋国光、北野元、砂子義一の3台がエントリーした。予選は高橋、北野が1-2位。決勝レースでは高橋はホイールトラブルでリタイア、砂子はオーバーヒートで遅れるが、北野が独走で優勝。R38シリーズとしては2年ぶり、日産自動車としては初の日本グランプリ制覇を成し遂げた。
後継モデルのR382の開発にシフトする過程で、R381は計画通りGRX-1型エンジンを搭載し、オール自社製マシンのR381-IIへと生まれ変わった。R380用のGR-8を2基組み合わせたGRX-1（4,963cc 60度V12 DOHC48バルブ）は、520馬力を発生した。ボディ形状も見直され、タイヤ幅はよりワイドになり、エアロスタビライザーの効果を高めるため、ウィングはより高い位置に設置された。
R381-IIは1968年12月からテストを行い、1969年5月のフジスピードカップでデビューし、北野元が優勝する。このレースでは日産自動車とタキレーシングが松竹配給映画『栄光への5000キロ』の撮影に協力しており、劇中では石原裕次郎演じる主人公がR381に乗り、日本GPに出場するという設定だった。
次いで6月の富士300kmにエントリー（決勝は雨のため出場見合わせ）。オイルクーラーをフロントからリアエンドに移設し、エンジン吸気管にインダクションポッドを取り付けた。
8月のNETスピードカップにも出場するが、この頃可変ウィングが禁止されたため、ウィングを取り払いリアスポイラーを付けての参戦となった。R381の走行安定性は前年の日本グランプリ時より劣り、予選で5リッターエンジンのトヨタ・7に先行を許し、決勝でもトヨタに敗れた。これがR381最後のレースとなった。